# Tale e quale show - Duetti
La prima ed unica edizione del talent show Tale e quale show - Duetti (spin-off di Tale e quale show) è andata in onda il 12 gennaio 2013 in un'unica puntata, sempre con la conduzione di Carlo Conti in prima serata su Rai 1.
La giuria è stata composta da Loretta Goggi, Christian De Sica e Claudio Lippi, affiancati dal giudice speciale Massimo Lopez.
La puntata è stata vinta da Giò Di Tonno e Mietta nei panni di Gino Paoli e Ornella Vanoni in Senza fine.

## Il programma
Questo spin-off prevede una gara in cui i protagonisti sono stati i dodici concorrenti delle prime due edizioni, che si sono sfidati imitando sei coppie di artisti che hanno cantato insieme sul palcoscenico. Al termine delle esibizioni di coppia, i concorrenti si sono esibiti separatamente fuori gara con un successo del cantante imitato.
Al termine della serata sono sottoposti al giudizio di una giuria. Ogni giurato dichiara i suoi voti per ciascun concorrente, assegnando da cinque a dieci punti. Inoltre, ciascun concorrente in gara e ciascun coach, deve dare cinque punti ad uno dei concorrenti o a sé stesso, che si sommano a quelli assegnati dalla giuria, determinando così la classifica della puntata.

## Cast

### Concorrenti

#### Uomini
| Concorrente        | Edizione di provenienza | Posizione |
| ------------------ | ----------------------- | --------- |
| Fausto Leali       | 1ª                      | 4º        |
| Gabriele Cirilli   | 1ª 2ª                   | 3º 4º     |
| Enzo Decaro        | 1ª                      | 2°        |
| Paolo Conticini    | 2ª                      | 5º        |
| Giò Di Tonno       | 2ª                      | 1º        |
| Flavio Montrucchio | 2ª                      | 2º        |

#### Donne
| Concorrente        | Edizione di provenienza | Posizione |
| ------------------ | ----------------------- | --------- |
| Serena Autieri     | 1ª                      | 1º        |
| Rosalia Misseri    | 1ª                      | 5º        |
| Luisa Corna        | 1ª                      | 6º        |
| Pamela Camassa     | 2ª                      | 3º        |
| Mietta             | 2ª                      | 6º        |
| Gigliola Cinquetti | 2ª                      | 7º        |

### Giudici
La giuria è composta da:
- Loretta Goggi
- Christian De Sica
- Claudio Lippi

#### Quarto giudice
- Massimo Lopez

### Coach
Coach dei concorrenti vip sono:
- Maria Grazia Fontana: vocal coach
- Pinuccio Pirazzoli: maestro d'orchestra
- Emanuela Aureli: imitatrice
- Fabrizio Mainini: coreografo
- Daniela Loi: vocal coach
- Silvio Pozzoli: vocal coach

## Puntata
| Ordine | Canzone e cantanti imitati                            | Concorrenti                           | Già imitato | Punteggio | Coach | Concorrenti |
| ------ | ----------------------------------------------------- | ------------------------------------- | ----------- | --------- | ----- | ----------- |
| 6      | Senza fine - Gino Paoli e Ornella Vanoni              | Giò Di Tonno e Mietta                 | Si          | 61        | 5     | 10          |
| 4      | Endless Love - Lionel Ritchie e Diana Ross            | Fausto Leali e Luisa Corna            | No          | 60        | 10    | 15          |
| 5      | Ti lascerò - Fausto Leali e Anna Oxa                  | Paolo Conticini e Rosalia Misseri     | Si          | 58        | -     | 5           |
| 1      | Felicità - Al Bano e Romina Power                     | Flavio Montrucchio e Pamela Camassa   | No          | 53        | 5     | 10          |
| 3      | Un corpo e un'anima - Wess e Dori Ghezzi              | Enzo Decaro e Serena Autieri          | No          | 44        | -     | 10          |
| 2      | Un'estate italiana - Edoardo Bennato e Gianna Nannini | Gabriele Cirilli e Gigliola Cinquetti | Si          | 37        | 5     | -           |

Ospiti: David Pratelli e Emanuela Aureli che imitano Adriano Celentano e Mina in Acqua e sale

## Ascolti
| Messa in onda   | Telespettatori | Share  |
| --------------- | -------------- | ------ |
| 12 gennaio 2013 | 5 230 000      | 20,89% |